# 庫爾特柱白鮭
庫爾特柱白鮭，為輻鰭魚綱鮭形目鮭科的一種，為溫帶淡水魚，分布於北美洲3區塊：加拿大及美國密西根州間的秀克必李耳湖、加拿大育空河及美國蒙大拿州及華盛頓州的哥倫比亞河流域，深度18-168公尺，本魚體細長，呈圓柱型，眼大，吻圓鈍，背部褐色且腹部銀白色，背鰭、尾鰭與胸鰭通常透明，臀鰭與腹鰭微白色，幼魚與亞成魚有圓形或橢圓形的橫帶，體長可達28公分，棲息在底中層水域，生活習性不明。